# 新瓦西里夫卡 (維利亞扎波里日亞市鎮)
47°36′33″N 32°34′54″E / 47.60917°N 32.58167°E
新瓦西里夫卡（烏克蘭語：Нововасилівка）是位於烏克蘭南部的村莊，由尼古拉耶夫州巴什坦卡區的维利亚扎波里日亚市镇負責管轄。該村面積0.23平方公里，海拔高度95米，2001年人口19，人口密度每平方公里82.6人。